# ClinicalTrials.gov
ClinicalTrials.gov – strona internetowa amerykańskiego Narodowego Instytutu Zdrowia zawierająca informacje na temat badań klinicznych.